# Regija Magallanes y de la Antártica Chilena
XII. regija Magallanes y de la Antártica Chilena (španjolski: XI Región Aisén del General Carlos Ibáñez del Campo) je jedna od 15 regija u Čileu. 

## Stanovništvo
U regija živi 150.826 stanovnika, većina stanovništva su europskog podrijetla od čega najviše Hrvati. Gustoća naseljenosti je 1,1 stanovnika / km ². Prema podacima iz 2002. najveći gradovi su Punta Arenas sa 116.005, Puerto Natales sa 16.978,  Porvenir s 4.734,  Puerto Williams s 1.952 i Cerro Sombrero sa 687 stanovnika.

## Zemljopis
Susjedna regija je Aisén del General Carlos Ibáñez del Campo na sjeveru,  na istoku je državna granica s Argentinom, a na zapadu i jugu je Tihi ocean. 

## Administrativna podjela
Regija je podjeljena na četiri provincije i 11 općina.
| Provincija        | Središte        | Općina              | Zemljovid |
| ----------------- | --------------- | ------------------- | --------- |
| Antártica Chilena | Puerto Williams | 1 Antártica         |           |
| Antártica Chilena | Puerto Williams | 2 Cabo de Hornos    |           |
| Magallanes        | Punta Arenas    | 3 Laguna Blanca     |           |
| Magallanes        | Punta Arenas    | 4 Punta Arenas      |           |
| Magallanes        | Punta Arenas    | 5 Río Verde         |           |
| Magallanes        | Punta Arenas    | 6 San Gregorio      |           |
| Tierra del Fuego  | Porvenir        | 7 Porvenir          |           |
| Tierra del Fuego  | Porvenir        | 8 Primavera         |           |
| Tierra del Fuego  | Porvenir        | 9 Timaukel          |           |
| Última Esperanza  | Puerto Natales  | 10 Natales          |           |
| Última Esperanza  | Puerto Natales  | 11 Torres del Paine |           |

- Službena stranica regije

## Vanjske poveznice
|  | Zajednički poslužitelj ima još gradiva o temi Regija Magallanes y de la Antártica Chilena |